# Smast
Smast (Duits: Schmast) is een plaats in Slovenië en maakt deel uit van de gemeente Kobarid in de NUTS-3-regio Goriška. De plaats telde 193 inwoners op 1 januari 2020.

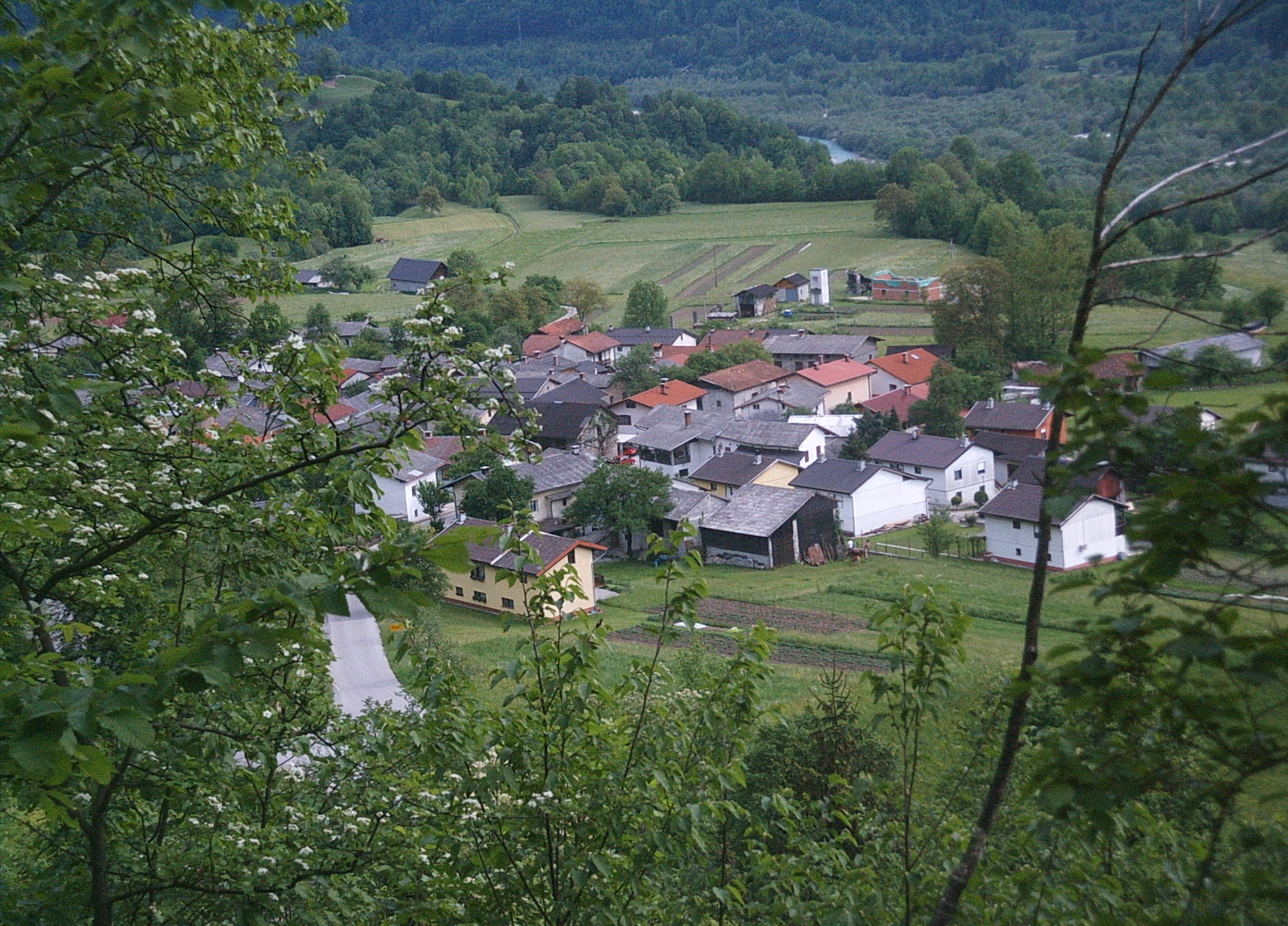
Smast